# Barbie-Computerspiele
Für Barbie wurden zahlreiche Video- und Computerspiele produziert, dies ist eine Auflistung mehrerer Barbie-Spiele. Neben losen Spieletiteln existiert des Weiteren die Pferdespielserie Barbie Horse Adventures und die Detective Barbie-Reihe.

## Erschienene Spiele außerhalb von einer Serie

### Barbie (1984)
Das erste Computerspiel erschien 1984 für den Commodore 64 und wurde von A. Eddy Goldfarb & Assoc entwickelt und von der Firma Epyx vermarktet.
In diesem Spiel übernehmen Spieler die Rolle von Barbie und begleiten sie durch ihren Alltag. So muss Barbie mit ihrem Freund Ken sprechen und mit gelben Sportwagen durch die Stadt fahren, um ein neues Kleid, neue Schuhe und einen Badeanzug auszuprobieren. Daneben gibt es die Möglichkeit, zwischen einem romantischen Abendessen außerhalb der Stadt oder einen relaxten Tag am Strand zu wählen.
Die falsche Auswahl der Kleidungsstücke durch den Spieler bringt Barbie dazu, das Date mit Ken abzubrechen und am nächsten Tag erneut die Vorbereitungen für das Date zu treffen. Sollten die Kleidungsstücke korrekt gewählt worden sein, dann wird vom Date ein Foto geschossen.
Die Kritik für das Spiel war negativ, da es Kindern nichts über den Wert des Geldes vermittelt. Ein Kritiker empfiehlt, stattdessen das Spiel Donald Duck’s Playground zu spielen, da es dieses Aufgabe erfüllt.

### Barbie (1991)
Das zweite Barbie-Spiel erschien 1991 für das Nintendo Entertainment System und MS-DOS. Das Spiel wurde von Hi Tech Expressions entwickelt und ist eines der wenigen Videospiele, das für Mädchen auf dem NES veröffentlicht wurde.
Hinter dem Spiel verbirgt sich ein Jump-’n’-Run-Spiel, bei dem sich der Spieler als Barbie durch ihre Träume bewegen muss. In diesem Spiel ist es das Ziel, vor den Buchstaben ZZZ zu fliehen, ansonsten muss das Level oder das ganze Spiel wiederholt werden. Daneben können Tiere ausgewählt werden, die ihr beim Bekämpfen des Bosses helfen.

### Barbie: Game Girl (1992)
Barbie: Game Girl ist ein Jump-’n’-Run-Spiel das 1992 für den Game Boy veröffentlicht wurde. Die Musik des Spiels stammt von Mark Van Hecke. Beim Titlescreen des Spiels ist das Lied Everybody Dance Now von C+C Music Factory zu hören.
Spieler kontrollieren Barbie und müssen das passende Outfit für ein Date mit Ken finden. Dabei erkundet Barbie ein Einkaufszentrum, eine Unterwasserwelt und weitere ungewöhnliche Orte. Das Ziel des Spiels ist es, Gems und Perlen zu finden, die von den Gegnern fallen gelassen werden, das Spiel gilt als sehr linear.
Unter den Feinden befinden sich Haie und Quallen. Daneben kämpft Barbie auch gegen Zucker und sich bewegende Würfel. Diese Idee ist auch in dem Spiel EarthBound zu finden. Als Bonusspiel kann das Spiel Memory gespielt werden.

### Barbie: Super Model (1992)
Barbie: Super Model ist ein Videospiel, das von  Tahoe Software Productions entwickelt und von Hi Tech Expressions vermarktet wurde. Das Spiel erschien für den Megadrive, den Super Nintendo und für MS-DOS. Später wurde das Spiel auch für das PlayStation Network und die Virtual Console veröffentlicht.

### Barbie: Vacation Adventure (1994)
Das Spiel Barbie: Vacation Adventure ist ein unveröffentlichtes Abenteuerspiel/Sportspiel, das Barbie bei ihrer Reise durch die USA begleitet. Das Spiel wurde niemals offiziell für den Super Nintendo oder den Megadrive veröffentlicht, allerdings existiert eine inoffizielle, aber voll funktionsfähige ROM-Datei des Spiels. Das Spiel sollte Bestandteil der Sega-Club-Collection werden.
Der Spieler oder die Spielerin kann sowohl Barbie als auch Midge als Spielfigur auswählen. Danach kann der Spieler zwischen folgenden Orten auswählen: Wyoming, Iowa, Texas, Florida und Kalifornien.
In Wyoming verbringt Barbie oder Midge ihre Zeit mit Camping. In Iowa besucht sie einen Carnival und versucht ein entlaufenes Schwein zu finden. In Floridas spielen die Mädels Volleyball und gehen zum Tauchen. In Texas werfen sie mit Hufeisen. In Kalifornien verbringt sie ihre Tage in ihrem Apartment Haus. Daneben kann sie in Wyoming mit drei verschiedenen Pferden durch die Gegend reiten.
Das Spiel wird als miserabel bewertet.

### Barbie: Explorer (2001)
Barbie: Explorer erschien 2001 für die PlayStation und versucht auf der Welle der Tomb Raider mitzuschwimmen. Das Spiel wurde von Runecraft entwickelt und von Vivendi Universal Games veröffentlicht.
In diesem Spiel versucht Barbie ein magisches Artefakt namens „Mystic Mirror“ zu reparieren. Dabei besucht sie folgende Orte:
- Tibet: hier kann die „Ruby Mask“ gefunden werden
- Ägypten: hier kann der „Emerald Beetle“ gefunden werden
- Afrika: hier kann das „Sapphire Shield“ gefunden werden
- Babylon: hier kann die „Golden Statue“ gefunden werden

Jeder dieser Orte besteht aus vier Levels, wobei das letzte Level Babylon erst gespielt werden kann, wenn die anderen Artefakte gefunden wurden. Das Spiel endet damit, dass Barbie die Artefakte ins Museum bringt und der Spiegel repariert ist.

### Barbie als Prinzessin der Tierinsel (2007)
Das Spiel basiert auf dem Film Barbie als Prinzessin der Tierinsel und erschien für  die PlayStation 2, Microsoft Windows, Wii, Nintendo DS und Game Boy Advance. Hierbei handelt es sich um eine Spielesammlung aus 28 Mini-Spielen.

### Barbie: Fun & Fashion Dogs (2010)
Barbie: Fun & Fashion Dogs, außerhalb Deutschlands Barbie: Groom and Glam Pups, erschien im Jahr 2010 für den Nintendo DS und die Wii. Es ist das erste Barbie-Spiel, das von THQ veröffentlicht wurde. Bei dem Spiel handelt es sich um einen Nintendogs-Klon. Hierbei muss Barbie sich um mehrere Hunde kümmern und diese für eine Hundeschau vorbereiten.

## Barbie Horse Adventures
Im Jahr 1999 erschien mit Barbie: Race & Ride ein Spiel, das nicht direkt zur Barbie Horse Adventures-Reihe gezählt werden kann, allerdings als Wegbereiter für diese Spielereihe gilt. Folgende Spiele sind für die Reihe erschienen.
| Titel                                      | Veröffentlichung | Plattform                                |
| ------------------------------------------ | ---------------- | ---------------------------------------- |
| Barbie Horse Adventures: Blue Ribbon Race  | 17. Sep. 2003    | Game Boy Advance                         |
| Barbie Horse Adventures: Mystery Ride      | 23. Sep. 2003    | Windows                                  |
| Barbie Horse Adventures: Wild Horse Rescue | 4. Nov. 2003     | Game Boy Advance, PlayStation 2, Xbox    |
| Barbie Horse Adventures: Riding Camp       | 12. Okt. 2008    | Windows, Nintendo DS, PlayStation 2, Wii |

## Detective Barbie
Die Detective Barbie-Reihe ist eine Detektivserie, bei der der Spieler in die Rolle von Barbie schlüpft und pro Spiel einen Kriminalfall löst.

### Detective Barbie: The Mystery Of The Carnival Caper!(1998)
Detective Barbie: The Mystery Of The Carnival Caper! wurde von Gorilla Systems Corporation entwickelt und von Mattel vermarktet. Bei diesem Spiel handelt es sich um ein Point-and-Click-Adventure, bei dem Ken und das auf einem Charity Carnival erwirtschaftete Geld verschwinden und Barbie nach beiden suchen muss. Insgesamt besteht das Spiel aus 25 Szenerien eines Carnivals.

### Detective Barbie 2: The Vacation Mystery (1999)
Detective Barbie 2: The Vacation Mystery ist die direkte Fortsetzung des ersten Teils, der ebenfalls auf dem PC veröffentlicht wurde. Barbie hat ihr eigenes Detektiv-Team, das aus Barbie, Ken und dem auf einen Rollstuhl angewiesenen Computergenie Kelly besteht, gegründet. In diesem Spiel will sich das Team während ihres Urlaubes entspannen. Allerdings werden in ihrem Hotel, dem Lighthouse Cove, einige Juwelen gestohlen, und Barbie und ihre Freunde übernehmen diesen Fall.

### Detective Barbie: The Mystery Cruise (2000)
Detective Barbie: The Mystery Cruise wurde im Gegensatz zu seinen Vorgängern von Runecraft entwickelt und auf der PlayStation veröffentlicht.
In diesem Spiel wurden wertvolle Kunstwerke aus einer Schiffsgalerie gestohlen. Barbie sucht auf drei verschiedenen tropischen Inseln nach dem Dieb. Hierfür ist sie mit einem Gadget wie dem Infra-Red Lipstick ausgestattet. Das Spiel wird von mehreren Minispielen unterbrochen, deren Schwierigkeitsgrad sich laufend erhöht.